# Antonio Troyo Calderón
Antonio Troyo Calderón (* 18. Oktober 1923 in Cartago; † 1. Dezember 2015) war ein costa-ricanischer römisch-katholischer Geistlicher und Weihbischof in San José de Costa Rica. 

## Leben
Antonio Troyo Calderón empfing am 30. November 1947 die Priesterweihe für das Erzbistum San José de Costa Rica.
Papst Johannes Paul II. ernannte ihn am 27. August 1979 zum Weihbischof in San José de Costa Rica und Titularbischof von Burca. Der Erzbischof von San José de Costa Rica, Román Arrieta Villalobos spendete ihm am 21. September desselben Jahres die Bischofsweihe; Mitkonsekratoren waren Ignacio Nazareno Trejos Picado, Bischof von San Isidro de El General, und José Rafael Barquero Arce, Weihbischof in Alajuela. 
Am 13. Juli 2002 nahm Papst Johannes Paul II. seinen altersbedingten Rücktritt an.